# Roberto Muzzi
Roberto Muzzi (né le 21 septembre 1971 à Marino) est un footballeur italien qui jouait au poste d'attaquant et devenu entraîneur de football depuis août 2009.

## Palmarès
- Championnat d'Europe de football espoirs:
  - Vainqueur: 1992, 1994.

- Coupe Intertoto:
  - Vainqueur: 2000.

- Coupe d'Italie:
  - Vainqueur: 1991, 2004.